# IC 3128/2
IC 3128/2 је галаксија у сазвијежђу Дјевица која се налази на листи објеката дубоког неба у Индекс каталогу.
Деклинација објекта је + 11° 43' 35" а ректасцензија 12h 18m 43,1s. Привидна величина (магнитуда) објекта IC 3128 износи 15,2 а фотографска магнитуда 16,2. IC 31282 је још познат и под ознакама MCG 2-31-86, CGCG 69-139, CGCG 70-2, 8ZW 180, PGC 39557, PGC 39607.